# Años 720 a. C.

## Acontecimientos
- 729 a. C.: según Tucídides, los Calcidios de Naxos fundaron Catania (alrededor del año 750 a. C. según la arqueología) y Leontinoi (750-730 a. C. según la arqueología) en Sicilia.
- c. 729-678 a. C.: reinado de Perdicas I, rey de Macedonia, según Heródoto. Viniendo de Argos, Perdicas estableció el reinado y fundó la dinastía argéada en el Reino de Macedonia.
- 728 a. C.: Piye invade Egipto, conquista Memphis y recibe la sumisión de los gobernantes del Delta del Nilo. Funda la XXV dinastía de Egipto.
- 728 a. C.: los colonos de Megara fundaron Megara Hyblaea en Sicilia (según Tucídides).
- 727 a. C.: Babilonia se independiza de Asiria tras la muerte de Tiglat-Pileser III.
- 725 a. C.: 
  - Esparta conquista la ciudad doria de Messenia y se reafirma así como potencia.[1]
  - Salmanasar V inicia un asedio de 3 años a Israel.
- 724 a. C.: Los asirios comienzan un asedio de cuatro años a Tiro.
- 724 a. C.: el diaulo, carrera de doble estadio (unos 384,5 m), es introducido en los Juegos Olímpicos; Hypenos de Pisa gana el primer título olímpico de esta disciplina.
- 723 a. C.: los colonos mesenios dirigidos por Alcidamidas se establecieron en Rhêgion (Reggio Calabria).
- 722 a. C.: el Reino de Israel es conquistado por el rey asirio Sargón II, se apodera de Samaria y parte de sus habitantes son deportados a Asiria.
- 722 a. C.:En China, el duque Yin accede al trono de Lu, el primer evento registrado en los Anales de primavera y otoño.
- 721 a. C.: Los asirios conquistan las tribus del norte de Israel, los amonitas huyen hacia el desierto.
- 721 a. C.: Sargón II comienza a gobernar. Construye una nueva capital en Dur Sharrukin.
- 720 a. C.: 
  - Bajo el reinado de Sargón II los asirios, que con anterioridad habían conquistado Samaria, capital de Israel, obligan al exilio a diez tribus, las tribus perdidas de Israel, cuyo destino se desconoce y ha dado lugar a innumerables leyendas.[1]
  - Cae ante la armadura de Argos, que da la imagen de un estado aún dirigido por una élite militar.
  - El dólico, carrera de campo a través de 7 a 24 estadios, es introducido en los Juegos Olímpicos; es ganado por Akhantos de Lacedaemon.
  - Es realizada la figura de guardián desde la entrada a la sala del trono en el palacio de Sargón II. Ahora se conserva en el Oriental Institute de Chicago.
  - Fin del asedio asirio de Tiro.

## Personas destacadas
- Zhong Guan (725 a. C. - 645 a. C.) fue un político chino del Periodo de Primavera y Otoño. Su nombre de pila era Yiwu, Zhong era su nombre de cortesía. Recomendado por Bao Shuya, fue nombrado primer ministro por el duque Huan de Qi en el 685 a. C.